# Anaristjärnarna (Undersåkers socken, Jämtland, 699944-137583)
Anaristjärnarna är en sjö i Åre kommun i Jämtland och ingår i Indalsälvens huvudavrinningsområde. Sjön har en area på 0,107 kvadratkilometer och ligger 835,7 meter över havet.

## Delavrinningsområde
Anaristjärnarna ingår i det delavrinningsområde (699965-137447) som SMHI kallar för Mynnar i Lillån. Medelhöjden är 883 meter över havet och ytan är 10,43 kvadratkilometer. Det finns inga avrinningsområden uppströms utan avrinningsområdet är högsta punkten. Vattendraget som avvattnar avrinningsområdet har biflödesordning 5, vilket innebär att vattnet flödar genom totalt 5 vattendrag innan det når havet efter 333 kilometer. Avrinningsområdet består mestadels av kalfjäll (87 procent). Avrinningsområdet har 0,19 kvadratkilometer vattenytor vilket ger det en sjöprocent på 1,8 procent.